# Rostgumpad lärka
Rostgumpad lärka (Pinarocorys erythropygia) är en fågel i familjen lärkor inom ordningen tättingar. Den förekommer i Afrika söder om Sahara. Beståndet anses vara livskraftigt.

## Utseende och läte
Rostgumpad lärka är en kraftig och utdragen trastlik lärka med slående rostrött på övergump och yttre stjärtpennor. Ovansidan är mörkbrun med ljusare fjäll, undersidan ljus med kraftiga streck och huvudet tydligt tecknat. Honan har mer rostrött i vingen. Ungfågeln är ljusare med kraftigt fjällad undersida. Sången som avges i sångflykt består av ett visslande "tseeeo-tseeeo".

## Utbredning och systematik
Fågeln förekommer i torra törnbuskmarker i Afrika söder om Sahara. Den behandlas som monotypisk, det vill säga att den inte delas in i några underarter.

### Släktskap
Genetiska studier visar att rostgumpad lärka och dess systerart sotlärkan är närmast släkt med ökenlärkorna i Ammomanes.

## Levnadssätt
Rostgumpad lärka häckar från oktober till april i öppna skogar, ofta i områden som nyligen brunnit. Efter häckningen sprider den sig nomadiskt norrut till torrare fält och savann. Par och lösa flockar kan ses promenera omkring på jakt efter insekter och frön. Hundratals individer kan samlas i brända områden.

## Status
Arten har ett stort utbredningsområde och beståndet anses stabilt. Internationella naturvårdsunionen IUCN listar den därför som livskraftig (LC).

## Namn
Arten har även kallats rostgumpslärka.